# Constantin Sănătescu
Constantin Sănătescu (Craiova, 14 gennaio 1885 – Bucarest, 8 novembre 1947) è stato un generale e politico rumeno. Divenne primo ministro della Romania il 23 agosto 1944, subito dopo il colpo di Stato con il quale la Romania lasciò le potenze dell'Asse per allearsi con gli Alleati. Mantenne tale carica fino al 5 dicembre dello stesso anno.